# 테스트 드라이버
모터스포츠에서는 한 명 이상의 테스트 드라이버(영어: Test driver)가 기계공들과 협력하여 트랙에서 새로운 시스템을 테스트함으로써 차량 개발을 돕는 것이 일반적이다. 예비 드라이버는 팀의 주요 드라이버가 부재할 경우 그들을 대체할 준비를 하는 동시에 이러한 역할을 수행할 수 있다.

## 특정 모터스포츠에서

### 포뮬러 원
포뮬러 원에서는 서드 드라이버라는 용어를 테스트 드라이버를 지칭하는 데 사용한다. 서드 드라이버는 그랑프리 경기에 참가하지 않지만, 팀에서 레이스 드라이버와 엔지니어를 도와 차량 개발에 사용된다.
서드 드라이버는 포뮬러 원 그랑프리 대회 중 금요일 연습 세션에서만 팀의 두 레이스 드라이버 중 한 명을 대체하여 사용될 수 있다. 현재 포뮬러 원에서 시즌 중 테스트가 크게 제한되어 있기 때문에, 이는 신인 또는 젊은 드라이버에게 차량을 테스트할 기회를 제공할 수 있다. 팀들은 때때로 지역 드라이버를 기용하여 홍보 목적으로 서드 드라이버를 사용하기도 했다. 그러나 이 기회는 연습 시간과 레이스 드라이버 중 한 명의 차량 설정을 작업할 기회를 희생하는 것이므로, 팀에 대한 그 가치를 신중하게 고려해야 한다.
2003 포뮬러 원 시즌에 서드 드라이버에 관한 새로운 규칙이 도입되었는데, 이는 이전 시즌 컨스트럭터 챔피언십에서 4위 이하를 차지한 팀이 금요일 연습 세션 동안 세 번째 차량과 드라이버를 운용할 수 있도록 허용했다. 르노는 이 새로운 규칙을 활용하기로 결정했고, 그 결과 성공적인 시즌을 보냈다. 마찬가지로, 2004 포뮬러 원 시즌에는 BAR이 서드 드라이버 안토니 데이비드슨을 기용하여 컨스트럭터 챔피언십에서 2위를 차지했다. 2005 포뮬러 원 시즌에는 맥라렌이 서드 드라이버를 기용하여 성공적인 시즌을 보냈다. 그럼에도 불구하고, 모든 팀이 서드 드라이버 규칙을 활용하기로 선택하지는 않았으며, 일부 팀은 금요일에 세 번째 차량을 운용하는 것이 너무 비싸다고 말했다.
2007 시즌부터 규정이 현재 형태로 변경되어 팀이 금요일 연습 중 서드 드라이버를 운용할 수 있지만, 더 이상 전용 세 번째 차량을 제공할 수 없게 되었다. 따라서 대부분의 팀은 레이스 드라이버에게 최대 연습 시간을 주기 위해 서드 드라이버를 운용하지 않기로 선택한다.
서드 드라이버는 여전히 가끔 사용되는데, 특히 제바스티안 페텔은 2007 시즌 초 금요일에 BMW 자우버 팀에서 운전했고, 스코틀랜드 드라이버 폴 디 레스타는 2010 시즌 동안 포스 인디아에서 8번의 금요일 연습 세션에 참가했다. 또한, 여러 차례 서드 드라이버는 팀의 두 레이스 드라이버 중 한 명이 부상당하거나 다른 이유로 경주할 수 없을 때 예비 드라이버 역할을 수행했는데, 2017 헝가리 그랑프리에서 디 레스타의 경우처럼 연습 주행 중 몸이 좋지 않아 펠리피 마사를 대신했다.

### IROC
인터내셔널 레이스 오브 챔피언스(IROC)는 전 NASCAR 드라이버 데이브 마르시스, 딕 트릭클, 짐 소터를 테스트 드라이버로 고용하여 IROC 시리즈에 참가하는 차량의 설정을 준비했다.

### NASCAR
NASCAR에서 테스트 드라이빙은 주로 "연구 개발 차량"과 관련이 있다. 팀은 드라이버를 고용하여 더 많은 데이터를 수집하기 위해 경주에 투입할 수 있다. NASCAR 팀은 특정 테스트 드라이버를 직원에 두는 경우가 거의 없다.

## 같이 보기
- 제품 테스트
- 테스트 파일럿